# Thomas Corwin

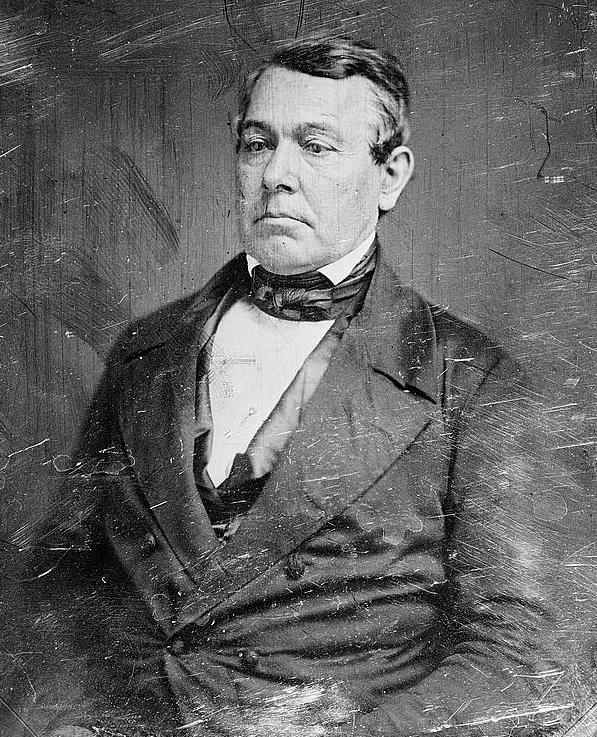
Thomas Corwin

Thomas „Tom“ Corwin (* 29. Juli 1794 im Bourbon County, Kentucky; † 18. Dezember 1865 in Washington, D.C.) war ein US-amerikanischer Politiker der Whigs und der Republikanischen Partei. Er war Kongressabgeordneter (sowohl als Mitglied des Repräsentantenhauses als auch des Senats), Gouverneur von Ohio und Finanzminister.

## Studium, berufliche Laufbahn und Familie
Corwin, dessen Familie nach Lebanon in Ohio zog, als er vier Jahre alt war, absolvierte ein Studium der Rechtswissenschaften, das er 1817 mit der Zulassung zum Rechtsanwalt abschloss. Nach einer einjährigen Tätigkeit als Anwalt in Lebanon war er von 1818 bis 1828 Ankläger im Warren County.
Nach seinem Ausscheiden aus dem politischen Leben war er von 1864 bis zu seinem Tod im darauf folgenden Jahr als Anwalt in Washington tätig.
Sein älterer Bruder Moses Bledso Corwin sowie sein Neffe Franklin Corwin waren ebenfalls Kongressabgeordnete.

## Politische Laufbahn

### Parlamentarier in Ohio und Kongressabgeordneter

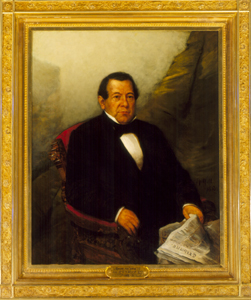
Porträt von Thomas Corwin im Finanzministerium

Corwin begann seine politische Laufbahn 1822 mit der Wahl zum Abgeordneten des Repräsentantenhauses von Ohio. Dort vertrat er zunächst bis 1823 und dann nochmals 1829 die Interessen der Whigs.
1830 wurde er dann zum Abgeordneten des US-Repräsentantenhauses gewählt, dem er vom 4. März 1831 bis zu seinem Rücktritt am 30. Mai 1840 als Vertreter des vierten Kongresswahlbezirks von Ohio angehörte. 1858 wurde er erneut ins US-Repräsentantenhaus gewählt. Dort vertrat er nunmehr vom 4. März 1859 bis zum 12. März 1861 die Interessen der Republikanischen Partei für den siebten Kongressdistrikt.

### Gouverneur und Senator von Ohio
Am 30. Mai 1840 trat er als Kongressabgeordneter zurück, um als Gouverneur von Ohio zu kandidieren. Nach dem Wahlsieg über Amtsinhaber Wilson Shannon war er vom 16. Dezember 1840 bis zum 14. Dezember 1842 Gouverneur und wurde anschließend von seinem Vorgänger Shannon wieder abgelöst, nachdem dieser ihn bei der Wahl im Oktober 1842 wiederum besiegt hatte. Seine Gouverneurszeit blieb weitgehend erfolglos, da die meisten seiner Vorschläge von der Opposition abgelehnt wurden und er daher keine Mehrheiten finden konnte.
Corwin wurde am 4. März 1845 zum US-Senator gewählt. Als solcher vertrat er bis zum 20. Juli 1850 den Staat Ohio in Washington.

### Finanzminister unter Präsident Fillmore
Nach seinem Rücktritt als Senator berief ihn Präsident Millard Fillmore am 23. Juli 1850 als Finanzminister in sein Kabinett.
Wie sein unmittelbarer Vorgänger William M. Meredith glaubte auch er an die Notwendigkeit eines Schutzzolls; allerdings hielt er sich mit der Einführung von drastischen oder plötzlichen Änderungen des Freihandelszollrechts von 1846 zurück. Andererseits war es ihm als Whig ohnehin nicht möglich, eine erfolgreiche Änderung des Steuerrechts zu erreichen, da die Demokratische Partei im Kongress während seiner Amtszeit die Mehrheit hatte.
Mit dem Ende von Fillmores Präsidentschaft am 4. März 1853 endete auch seine Amtszeit.

### Corwin-Amendement
Eine von Corwins letzten Amtshandlungen als Senator war es, im März 1863 das sog. Corwin-Amendment in den Senat einzubringen, das die Aufrechterhaltung der Sklaverei in den Vereinigten Staaten in der Verfassung festschreiben sollte. Unter anderem aufgrund des Bürgerkrieges wurde es nicht verabschiedet. Im Gegenteil wurde zwei Jahre später mit dem 13. Amendment die Sklaverei offiziell abgeschafft.

### Gesandter in Mexiko
Wenige Tage nach seinem Ausscheiden als Kongressabgeordneter am 12. März 1861 ernannte ihn Präsident Abraham Lincoln zum Gesandten in Mexiko. In Mexiko war er aufgrund seiner ablehnenden Haltung zum Mexikanisch-Amerikanischen Krieges von 1846 bis 1848 als Senator angesehen. Ihm gelang, trotz der wegen des Bürgerkrieges angespannten Lage gute Beziehungen zum Nachbarstaat aufzubauen.